# Sauce « entre Sambre et Meuse »
Pour les articles homonymes, voir Sambre-et-Meuse (homonymie).

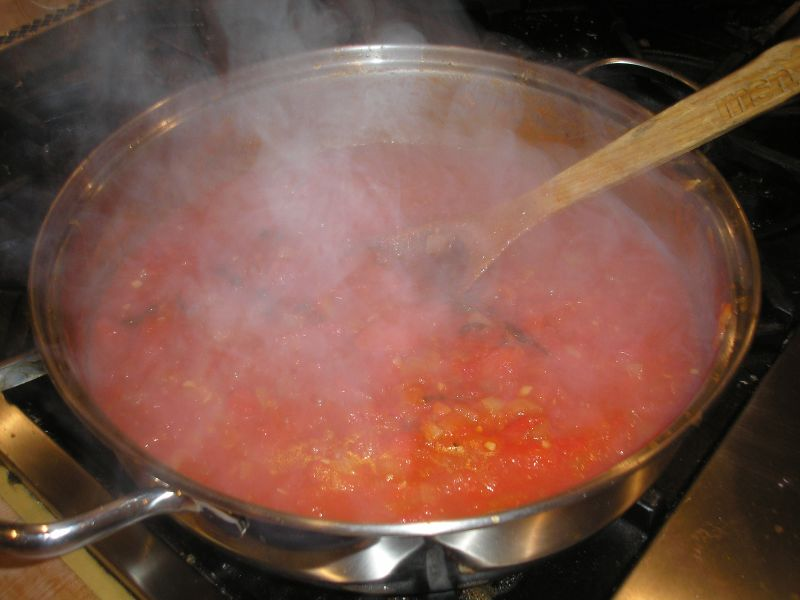
Sauce « entre Sambre et Meuse ».

La sauce « entre Sambre et Meuse » ou sauce « Sambre et Meuse »  est une spécialité culinaire d'origine belge, de la région namuroise, faite à base de tomates, d'échalotes, de vin blanc, d'estragon et de crème fraîche.

## Origine
Il s'agit d'une recette namuroise séculaire transmise au sein des familles de la ville, de mère en fille. Elle n'avait jamais été écrite et restait un secret bien gardé jusqu'à ce qu'un professeur de l'école hôtelière provinciale de Namur, Elie Peters, la rende publique dans les années 1970.

## Composition
Elle est composée d'échalotes, d'estragon, de tomates mondées, épépinées et concassées, de vin blanc, de crème. Elle est salée et poivrée mais en aucun cas les épices ne peuvent cacher le goût de l'estragon, composante indispensable à la recette.

## Utilisation
Elle accompagne surtout le poulet, mais peut aussi accompagner la viande rouge ou blanche.